# دررود (عنبرآباد)
دررود یا ده‌رود روستایی در دهستان امجز بخش مرکزی شهرستان عنبرآباد استان کرمان ایران است.

## جمعیت
بر پایه سرشماری عمومی نفوس و مسکن در سال ۱۳۹۵ جمعیت این روستا ۳۱۲ نفر (۸۴خانوار) بوده‌است.